# Paolo Longo (sciatore)
Paolo Longo (Cavalese, 3 novembre 1977) è un ex biatleta italiano.

## Biografia
Nato nel 1977 a Cavalese, in Trentino, ha iniziato a praticare il biathlon nel 1993, a 16 anni.
Nel 1997 ha preso parte ai Mondiali juniores di Forni Avoltri, arrivando 26º nell'individuale, ma soprattutto vincendo la medaglia d'argento nella staffetta insieme ad Alexander Inderst, Flavien Jordaney e Theo Senoner.
Ha esordito in Coppa del Mondo nel 1999 a Hochfilzen, in Austria.
Nel 2001 è stato di scena ai Mondiali di Pokljuka, terminando 52º nell'individuale.
A 24 anni ha partecipato ai Giochi olimpici di Salt Lake City 2002, in tutte e quattro le gare: nell'individuale ha chiuso 33º con il tempo di 56'11"9, nello sprint 49º in 27'31"9, nell'inseguimento 37º in 36'38"8 e nella staffetta con René Cattarinussi, Devis Da Canal e Wilfried Pallhuber 16º in 1h30'56"3.
L'anno successivo ha preso parte di nuovo ai Mondiali, a Chanty 2003, arrivando 51º nell'individuale. Ha partecipato alla competizione iridata anche a Hochfilzen 2005, terminando 33º nell'individuale, 43º nello sprint, 46º nell'inseguimento e 9º nella staffetta insieme a De Lorenzi, Pallhuber e Vuillermoz.
A 29 anni ha partecipato di nuovo alle Olimpiadi, quelle di Torino 2006, chiudendo 55º nell'individuale con il tempo di 1h01'27"9 e 8º nella staffetta con De Lorenzi, Pallhuber e Vuillermoz in 1h23'40"9.
Come migliori risultati in classifica di Coppa del Mondo ha ottenuto un 53º nella classifica generale nel 2000, un 36º nella classifica di individuale, sempre nel 2000, un 60º nella classifica di sprint nel 2005 e un 64º nella classifica di inseguimento nel 2001.
Ai campionati italiani ha vinto un argento nell'individuale nel 2002, un bronzo nello sprint nel 2003, 3 bronzi nell'inseguimento nel 2002, 2003 e 2007 e un oro nella partenza in linea nel 2001.
Ha chiuso la carriera nel 2007, a 30 anni.

## Palmarès

### Mondiali juniores
- 1 medaglia:
  - 1 argento (Staffetta a Forni Avoltri 1997)

### Coppa del Mondo
- Miglior piazzamento nella Coppa del Mondo di biathlon: 53º nel 2000.
- Miglior piazzamento nella Coppa del Mondo di individuale: 36º nel 2000.
- Miglior piazzamento nella Coppa del Mondo di sprint: 60º nel 2005.
- Miglior piazzamento nella Coppa del Mondo di inseguimento: 64º nel 2001.